# جوليا غارسيا فالديكاس
جوليا غارسيا فالديكاس (29 يناير 1944 - 5 فبراير 2009) كان وزيرة إسبانية للإدارة العامة من 2003 إلى 2004.

## الحياة
وُلدت غارسيا فالديكاس في برشلونة عام 1944 لوالدها فرانسيسكو غارسيا فالديكاس الذي كان طبيبًا وعميدًا لجامعة برشلونة بين عامي 1965 و1968 (فترة شهدت العديد من مظاهرات الطلاب). تخرجت غارسيا فالديكاس في جامعة برشلونة في الصيدلة عام 1967 وأدارت أعمالها الخاصة لمدة عشر سنوات.
في عام 1980 تخرجت كمدقق حسابات وعملت بنجاح في كتالونيا. كانت رئيسة الجمعية الوطنية لمراجعي الحسابات من 1990 إلى 1994. مثلت مقاطعة برشلونة في مجلس النواب الإسباني من عام 2000 حتى عام 2006.
تزوجت من خافير أنافيروس ولديهما ثلاثة أطفال.
تم تعيينها ممثلة للحكومة المركزية في كتالونيا من عام 1996 إلى عام 2003 (أول امرأة في هذا المنصب).
تم تعيينها كأول وزيرة للإدارة العامة من 2003 إلى 2004 من قبل خوسيه ماريا أزنار. استقالت من جميع المناصب في عام 2006 بسبب ضمور جهازي متعدد وتوفيت في برشلونة عام 2009.